# 尾道市立吉和小学校
尾道市立吉和小学校（おのみちしりつ よしわしょうがっこう）は、広島県尾道市東元町にある公立小学校。

## 沿革
- 1873年（明治6年）9月15日 - 吉和町字吉浦西願寺及び字秋元妙音寺に、青藍舎が開校。
- 1876年（明治9年）2月3日 - 吉和町西手崎町に移転、吉和小学校と改称。
- 1884年（明治17年）5月13日 - 吉和町字堂面に新築移転。
- 1887年（明治20年）4月1日 - 吉和尋常小学校と改称。生徒170名。
- 1899年（明治32年）4月1日 - 高等科を併設し、吉和尋常高等小学校と改称。
- 1941年（昭和16年）4月1日 - 吉和国民学校と改称。
- 1947年（昭和22年）4月1日 - 尾道市立吉和小学校と改称。
- 1954年（昭和29年）11月1日 - 講堂落成。
- 1957年（昭和32年）3月14日 - 校歌制定。
- 1960年（昭和35年）5月25日 - 新校舎落成。
- 2003年（平成15年）10月26日 - 学校創立130周年記念行事を開催。

## 通学区域
- 尾道市
  - 手崎町、神田町、沖側町、東元町、吉和西元町、福地町、吉和町（一部）、正徳町、古浜町、新浜1丁目（一部）、新浜2丁目、吉浦町（一部）、平原3丁目（一部）

卒業生は基本的に尾道市立吉和中学校へ進学する。通学区域の詳細は通学区域一覧を参照。

## 周辺
- 広島県立尾道商業高等学校
- 尾道吉和郵便局
- 尾道総合病院
- 国道2号

## アクセス
- おのみちバス 吉和小前にて下車
- 尾道バイパス 吉和ICから南へ600m

## 著名な出身者
- 岡本知剛 - サッカー選手；在校時はフェニックス尾道サッカークラブに所属